# Ramaria clarobrunnea
Ramaria clarobrunnea är en svampart som beskrevs av Corner, K.S. Thind & Anand 1956. Ramaria clarobrunnea ingår i släktet Ramaria och familjen Gomphaceae.   Inga underarter finns listade i Catalogue of Life.